# Celebration (bài hát của Madonna)
"Celebration" (tạm dịch: Liên hoan) là một bài hát của ca sĩ người Mỹ Madonna nằm trong album tuyệt phẩm thứ 3 cùng tên của cô (2009). Nó được sáng tác và sản xuất bởi Madonna, Paul Oakenfold và Ian Green, với sự tham gia hỗ trợ viết lời từ Ciaran Gribbin. Bài hát được phát hành trên các trang nhạc số vào ngày 31 tháng 7 năm 2009 bởi Warner Bros. Records, như là đĩa đơn đầu tiên trích từ album. Đây là một bản nhạc mang định hướng dance với ảnh hưởng từ những đĩa đơn trước của Madonna trong thập niên 1980 và 1990. Nội dung bài hát đề cập đến việc mời gọi mọi người đến và tham gia tiệc tùng.
"Celebration" nhận được những ý kiến trái chiều từ các nhà phê bình đương đại, trong đó họ cho rằng đây là một bản nhạc dance "kinh điển" và nhắc mọi người nhớ lại tài năng nghệ thuật của Madonna. Nó đạt vị trí quán quân ở Bulgari, Phần Lan, Israel, Italy, Slovakia và Thụy Điển, vào lọt vào top 5 ở nhiều quốc gia khác, bao gồm Canada, Pháp, Đức, Nhật Bản và Vương quốc Anh. Nó trở thành đĩa đơn thứ 55 của Madonna lọt vào Billboard Hot 100, đạt vị trí thứ 70, cũng như trở thành bài hát quán quân thứ 40 của cô trên các bảng xếp hạng Hot Dance Club Songs.
Video ca nhạc của "Celebration" sử dụng phiên bản phối lại của Benny Benassi cho bài hát. Tại lễ trao giải Grammy năm 2010, nó nhận được một đề cử ở hạng mục Thu âm nhạc dance xuất sắc nhất.

## Video âm nhạc
Video của đĩa đơn được quay tại thành phố Milan của Ý bên lề chuyến lưu diễn Sticky & Sweet của Madonna, trong đó có sự tham gia của "những người hâm mộ cuồng nhiệt" với cảnh họ nhảy múa và "là chính mình". Một cảnh tương tự như vậy cũng được quay tại Barcelona ở Tây Ban Nha. Video được đạo diễn bởi Jonas Åkerlund, người đã từng đạo diễn nhiều video ca nhạc thành công của Madonna như "Ray of Light" và "Music", và có sự xuất hiện của cô con gái lớn Lourdes.

## Danh sách bài hát
| - Đĩa CD Maxi tại châu Âu 1. "Celebration" (bản album) – 3:34 2. "Celebration" (Oakenfold Remix) – 6:35 3. "Celebration" (Benny Benassi Remix) – 5:31 4. "Celebration" (Oakenfold Remix Dub) – 6:35 5. "Celebration" (Benny Benassi Remix chỉnh sửa) – 4:01 6. "Celebration" (Johnny Vicious Club Remix) – 7:59 - Đĩa CD Maxi tại Đức 1. "Celebration" (bản album) – 3:34 2. "Celebration" (Benny Benassi Remix) – 5:31 3. "Celebration" (Benny Benassi Dub) – 6:03 - Đĩa CD Maxi tại Đức 1. "Celebration" (Oakenfold Remix) – 6:35 2. "Celebration" (Benny Benassi Remix) – 5:31 3. "Celebration" (Paul Oakenfold Dub Mix) – 6:35 4. "Celebration" (Benny Benassi Remix Edit) – 4:01 5. "Celebration" (Benny Benassi Dub) – 6:03 6. "Celebration" (Johnny Vicious Club Remix) – 7:59 | - Đĩa hình 12" tại châu Âu 1. "Celebration" (bản album) – 3:34 2. "Celebration" (Benny Benassi Remix) – 5:31 3. "Celebration" (Paul Oakenfold Remix) – 6:35 4. "Celebration" (Paul Oakenfold Dub Mix) – 6:35 - EP phối lại trên iTunes 1. "Celebration" (Benny Benassi Remix Edit) – 4:01 2. "Celebration" (Benny Benassi Remix) – 5:31 3. "Celebration" (Benny Benassi Dub) – 6:03 4. "Celebration" (Oakenfold Remix Dub) – 6:35 5. "Celebration" (Oakenfold Remix) – 6:35 6. "Celebration" (Johnny Vicious Club Remix) – 7:59 - Đĩa đơn nhạc số trên iTunes (hợp tác với Akon) 1. "Celebration" (hợp tác với Akon) (Akon Remix) – 3:54 |

## Đội ngũ sản xuất
- Madonna:— hát, sáng tác
- Paul Oakenfold:— sản xuất, guitar, trống
- Ciaran Gribbin:— nhạc nền
- Ian Green:— nhạc nền

## Xếp hạng và chứng nhận
| Bảng xếp hạng (2009)             | Vị trí cao nhất |
| -------------------------------- | --------------- |
| Australian Singles Chart         | 40              |
| Austrian Singles Chart           | 8               |
| Belgian Singles Chart (Flanders) | 4               |
| Belgian Singles Chart (Wallonia) | 3               |
| Bulgarian Airplay Chart          | 1               |
| Canadian Hot 100                 | 5               |
| Czech Airplay Chart              | 5               |
| Danish Singles Chart             | 5               |
| Dutch Top 40                     | 2               |
| European Hot 100 Singles         | 1               |
| Finnish Singles Chart            | 1               |
| French Singles Chart             | 2               |
| German Singles Chart             | 5               |
| Hungarian Airplay Chart          | 1               |
| Irish Singles Chart              | 10              |
| Israeli Airplay Chart            | 1               |
| Italian Singles Chart            | 1               |
| Japan Hot 100                    | 6               |
| Norway Singles Chart             | 5               |
| Slovakian Airplay Chart          | 1               |
| Romanian Top 100                 | 20              |
| Spanish Singles Chart            | 17              |
| Scottish Singles Chart           | 1               |
| Swedish Singles Chart            | 1               |
| Swiss Singles Chart              | 4               |
| UK Singles Chart                 | 3               |
| US Billboard Hot 100             | 71              |
| US Adult Pop Songs               | 33              |
| US Hot Dance Club Songs          | 1               |
| US Latin Pop Songs               | 19              |

| Bảng xếp hạng (2009)     | Vị trí |
| ------------------------ | ------ |
| Canadian Hot 100         | 73     |
| European Hot 100 Singles | 24     |
| German Singles Chart     | 47     |
| Hungarian Airplay Chart  | 29     |
| Italian Singles Chart    | 14     |
| Japan Hot 100            | 12     |
| Romanian 200             | 81     |
| Swedish Singles Chart    | 27     |
| Swiss Singles Chart      | 38     |
| US Hot Dance Club Songs  | 17     |

| Bảng xếp hạng (2010)     | Vị trí |
| ------------------------ | ------ |
| European Hot 100 Singles | 88     |
| Hungarian Airplay Chart  | 58     |

| Quốc gia | Chứng nhận |
| -------- | ---------- |
| Đan Mạch | Vàng       |
| Phần Lan | Vàng       |
| Ý        | Bạch kim   |
| Nhật Bản | Vàng       |

## Lịch sử phát hành
| Vùng/Quốc gia | Ngày phát hành   | Dạng             |
| ------------- | ---------------- | ---------------- |
| Thế giới      | 3 tháng 8, 2009  | Download nhạc số |
| Đức           | 11 tháng 9, 2009 | Đĩa CD           |
| Liên hiệp Anh | 14 tháng 9, 2009 | Đĩa CD           |